# Monika Leuenberger
Monika Leuenberger (* 11. April 1973 in Zürich) ist eine ehemalige Schweizer Eishockeyspielerin, die von 1990 bis 2010 Mitglied der Schweizer Frauen-Nationalmannschaft war und mit dieser an den Olympischen Winterspielen 2006 in Turin sowie elf Weltmeisterschaften teilnahm.

## Karriere
Monika Leuenberger begann ihre Karriere 1980 im Nachwuchsbereich des Zürcher SC als erstes Mädchen der Vereinsgeschichte. Damit gehörte sie zur ersten Generation weiblicher Eishockeyspieler in der Schweiz und debütierte bereits 1989 für das Schweizer Nationalteam. Ein Jahr später reiste sie mit dem Nationalteam zur ersten Eishockey-Weltmeisterschaft der Frauen 1990 in Kanada, bei der diese den fünften Platz belegte. 1995 belegte sie mit der Frauen-Nati den dritten Platz bei der Europameisterschaft.
Auf Vereinsebene spielte sie bis etwa 1986 für die männlichen Nachwuchsteams des ZSC und anschließend für die Frauenmannschaft des ZSC sowie die Spielgemeinschaft Grasshopper Club/ZSC Lions. Anschließend spielte sie vier Jahre für den EHC Illnau-Effretikon und drei Jahre für den EV Zug, mit dem sie 2004 und 2005 jeweils die Schweizer Meisterschaft gewann. Zudem erreichte sie im Dezember 2004 mit dem EV Zug den dritten Platz beim European Women Champions Cup.
Bei der B-Weltmeisterschaft der Frauen im Jahr 2000 in Riga und Liepāja (Lettland) errang sie mit dem Schweizer Nationalteam die Silbermedaille. Im April 2005 gewann sie mit dem Team die Goldmedaille bei der Weltmeisterschaft der Division I in Romanshorn und stieg damit in die Top-Division auf. 2006 nahm sie an den Olympischen Winterspielen in Turin teil und erreichte mit der Mannschaft den siebten Platz. 2008 belegte sie mit dem Nationalteam bei der Weltmeisterschaft in Harbin den vierten Platz und damit die bis dato beste Platzierung in der Geschichte der Frauenauswahl.
2010 beendete sie ihre aktive Spielerkarriere nach 30 Jahren, drei Meistertiteln sowie elf Welt- und drei Europameisterschaften. Mit insgesamt 236 Länderspielen hielt sie zum Zeitpunkt ihres Rücktritts den Länderspiel-Rekord im Schweizer Eishockey.
Bereits ab 2007 hatte Leuenberger als Assistenztrainerin bei den ZSC Lions Frauen gewirkt und setzte dieses Engagement bis 2012 fort. Anschließend verließ sie den Eishockeysport zunächst und wurde erst 2017 Trainerin bei den St. Gallen Queens aus der Swiss Women’s Hockey League C. Anschließend folgte ein halbjähriges Engagement bei den GCK Lions Frauen aus der Swiss Women’s Hockey League B.
Im Juni 2022 wurde sie Trainerin beim EHC Kreuzlingen-Konstanz und parallel Co-Trainerin der Thurgau Indien Ladies.

## Erfolge und Auszeichnungen
- 1995 Bronzemedaille bei der Europameisterschaft
- 2001 Aufstieg in Top-Division bei der Weltmeisterschaft der Division I
- 2004 Schweizer Meister mit dem EV Zug
- 2005 Schweizer Meister mit dem EV Zug
- 2005 Aufstieg in Top-Division bei der Weltmeisterschaft der Division I
- 2009 Hall of Fame der Swiss Ice Hockey Federation[5]
- 2011 Schweizer Meister mit den ZSC Lions Frauen (als Co-Trainerin)
- 2012 Schweizer Meister mit den ZSC Lions Frauen (als Co-Trainerin)

## Karrierestatistik
(Legende zur Spielerstatistik: Sp oder GP = absolvierte Spiele; T oder G = erzielte Tore; V oder A = erzielte Assists; Pkt oder Pts = erzielte Scorerpunkte; SM oder PIM = erhaltene Strafminuten; +/− = Plus/Minus-Bilanz; PP = erzielte Überzahltore; SH = erzielte Unterzahltore; GW = erzielte Siegtore; 1 Play-downs/Relegation; Kursiv: Statistik nicht vollständig); Statistiken soweit bekannt. 

## Privates
Monika Leuenberger hat einen Master of Science in Bewegungswissenschaften der ETH Zürich mit Vertiefung Sportphysiologie und war Leiterin der Lungenfunktions- und Leistungsdiagnostik des Kantonspitals St. Gallen.